# Bulungu (ort)
Bulungu är en ort i Kongo-Kinshasa, huvudort i territoriet med samma namn sedan 1962. Den ligger i provinsen Kwilu, i den västra delen av landet, 400 km öster om huvudstaden Kinshasa.